# Sofonisba Anguissola

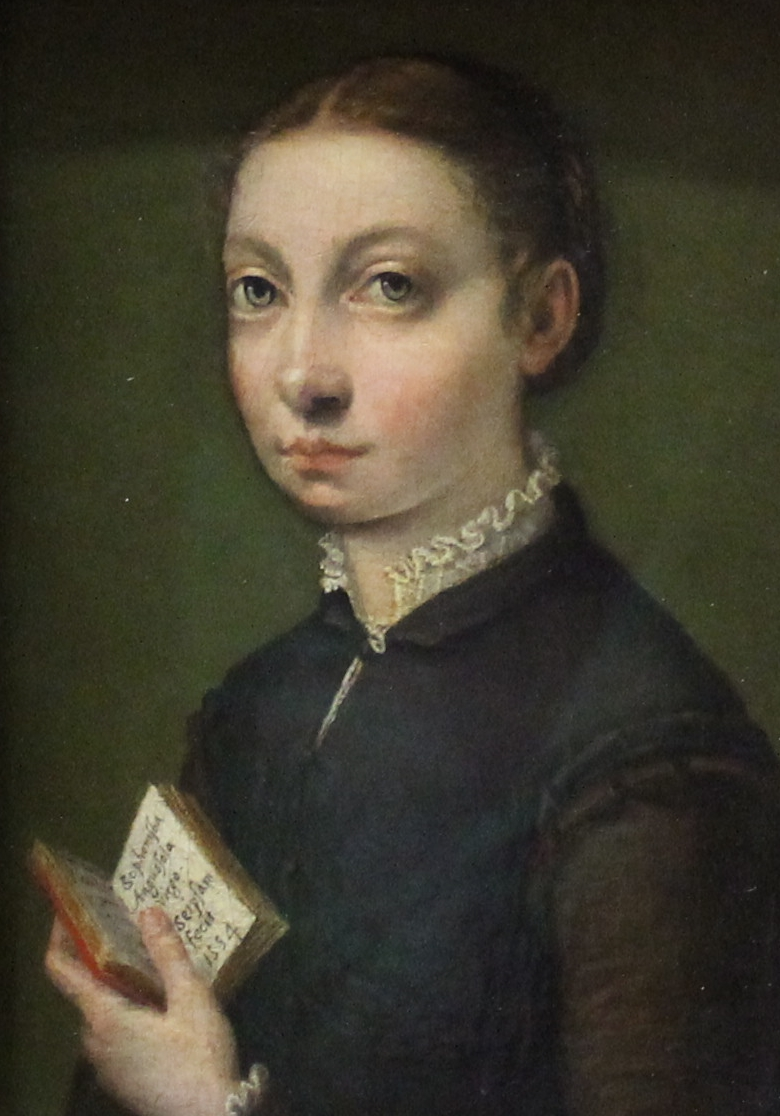
Sofonisba Anguissola, Selbstporträt, 1554

Sofonisba Anguissola (* um 1531/1532 in Cremona; † 16. November 1625 in Palermo) war eine italienische Malerin der Renaissance und die erfolgreichste Künstlerin dieser Epoche.

## Leben und Werk

### Leben
Sofonisba Anguissola war das älteste von sieben Kindern, sechs Töchtern und einem Sohn Amilcare Anguissolas und seiner Frau Bianca Ponzoni. Die Eltern Sofonisbas gehörten beide dem Handelsbürgertum an, adeligen Familien der Stadt Cremona. Amilcare und Bianca Anguissola erzogen ihre Töchter in einem – für damalige Zeiten – „neuen Sinn“: Sie ließen ihnen eine humanistisch geprägte Bildung zukommen sowie eine Ausbildung, wie es nur für männliche Familienmitglieder üblich war. Sofonisbas Schwestern Lucia, Europa und Anna Maria wurden Malerinnen, Minerva trat als Literatin auf, Elena trat dem Dominikanerinnen-Orden bei.
Sofonisba selbst, die Älteste, erhielt eine solide künstlerische Ausbildung. Sie studierte unter anderem ab ihrem elften Lebensjahr bei Bernardino Campi und Bernardino Gatti, gen. Il Sojaro. Ihr Vater übernahm das Management seiner begabten Tochter und korrespondierte mit hervorragenden Künstlern jener Zeit (unter anderem Michelangelo), um ihr Aufträge zu verschaffen. All dies war für Frauen in der damaligen Kunst sehr ungewöhnlich.

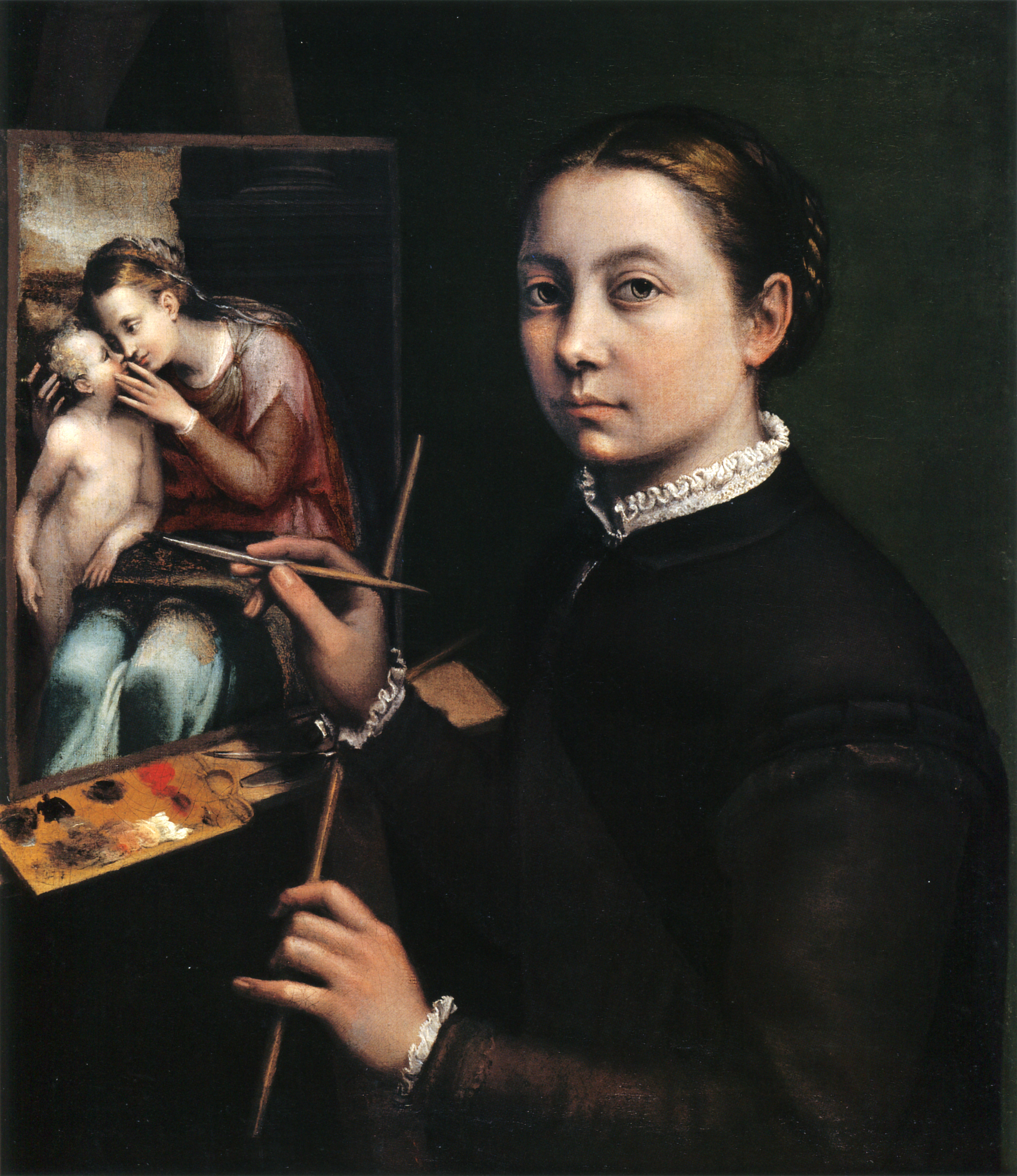
Selbstporträt, 1556–1557

Sofonisba hatte bereits einen guten Ruf als Porträtmalerin, als sie im Jahr 1559 auf Empfehlung des Herzogs von Alba, Fernando de Toledo an den spanischen Königshof gerufen wurde, um Philipp II. und seine Familie zu malen und als Hofdame die erst 14-jährige Elisabeth von Valois zu unterrichten. Die junge Königin verbrachte bald die meiste Zeit vor der Staffelei.
Anguissolas erstes Porträt der kindlichen Infantin Isabel war so gut, dass Peter Paul Rubens es kopierte. 1565 malte Anguissola König Philipp II. von Spanien, dem auch das Herzogtum Mailand und damit Cremona, unterstand.
Sofonisba war der Königin Elisabeth auch emotional sehr verbunden. Als Elisabeth 1568 während ihrer dritten Schwangerschaft starb, fiel Sofonisba in Depressionen und bat um ihre Entlassung. In ihrem Vertrag war ihr zugesichert, dass der Hof sich um einen „standesgemäßen“ Mann für die Hofdame umsehen müsse. So verschlug es sie nach Sizilien zu ihrem ersten Ehemann, dem sizilianischen Edelmann Fabrizio di Moncada. Nach dessen Tod zog sie erneut nach Spanien, verliebte sich jedoch unterwegs in den Genuesen Orazio Lomellini, heiratete diesen ohne Erlaubnis des Königs und zog mit ihm nach Genua. Dort begann sie wieder zu malen und gab Malunterricht. 1585 traf sie die Infantin Catalina Micaela wieder, die sie auf ihrem Weg zu ihrem Bräutigam, dem Herzog von Savoyen nach Turin begleitete. Während dieser Reise fertigte sie für ein Bildnis der Braut Skizzen an.
1606 besuchte sie der junge Peter Paul Rubens, der im Auftrag des Herzogs von Mantua in Spanien mehrere ihrer Werke kopiert hatte. Durch eine Augenkrankheit (starke Kurzsichtigkeit) und Rheumatismus behindert, konnte Anguissola in ihren späten Jahren nicht mehr malen. Sie übersiedelte nach Palermo in Sizilien, wo sie der junge Anthonis van Dyck besuchte und die Neunzigjährige in seinem Italienischen Skizzenbuch porträtierte.

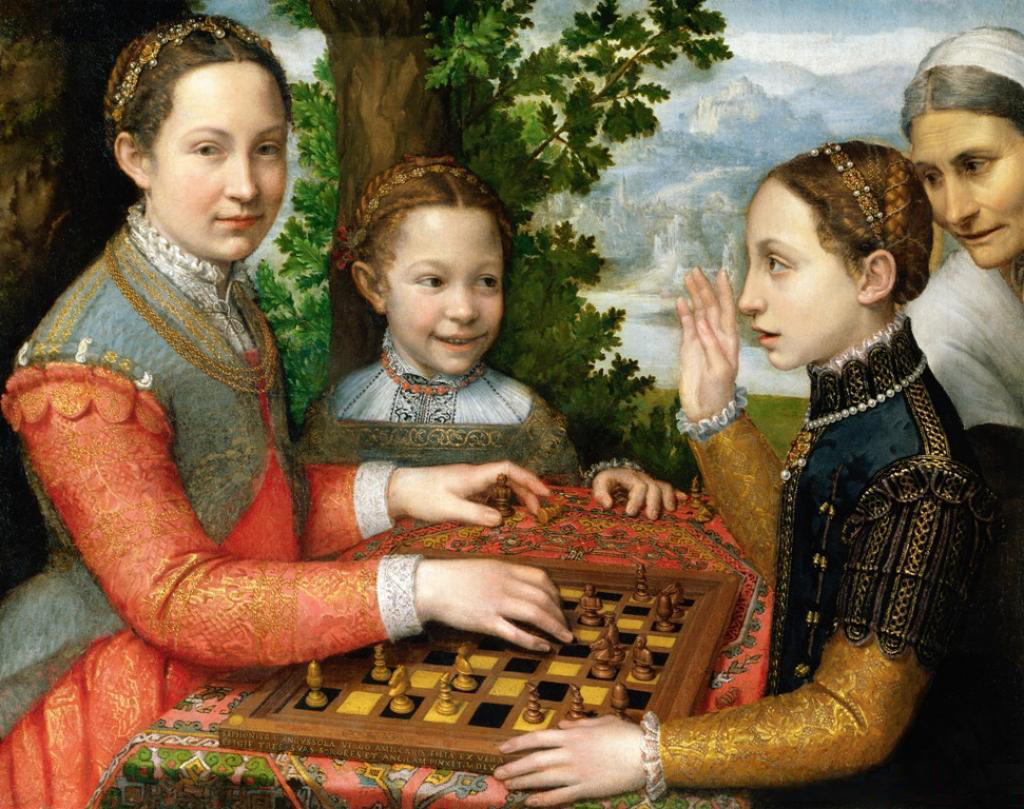
Drei Schwestern beim Schachspiel, um 1555

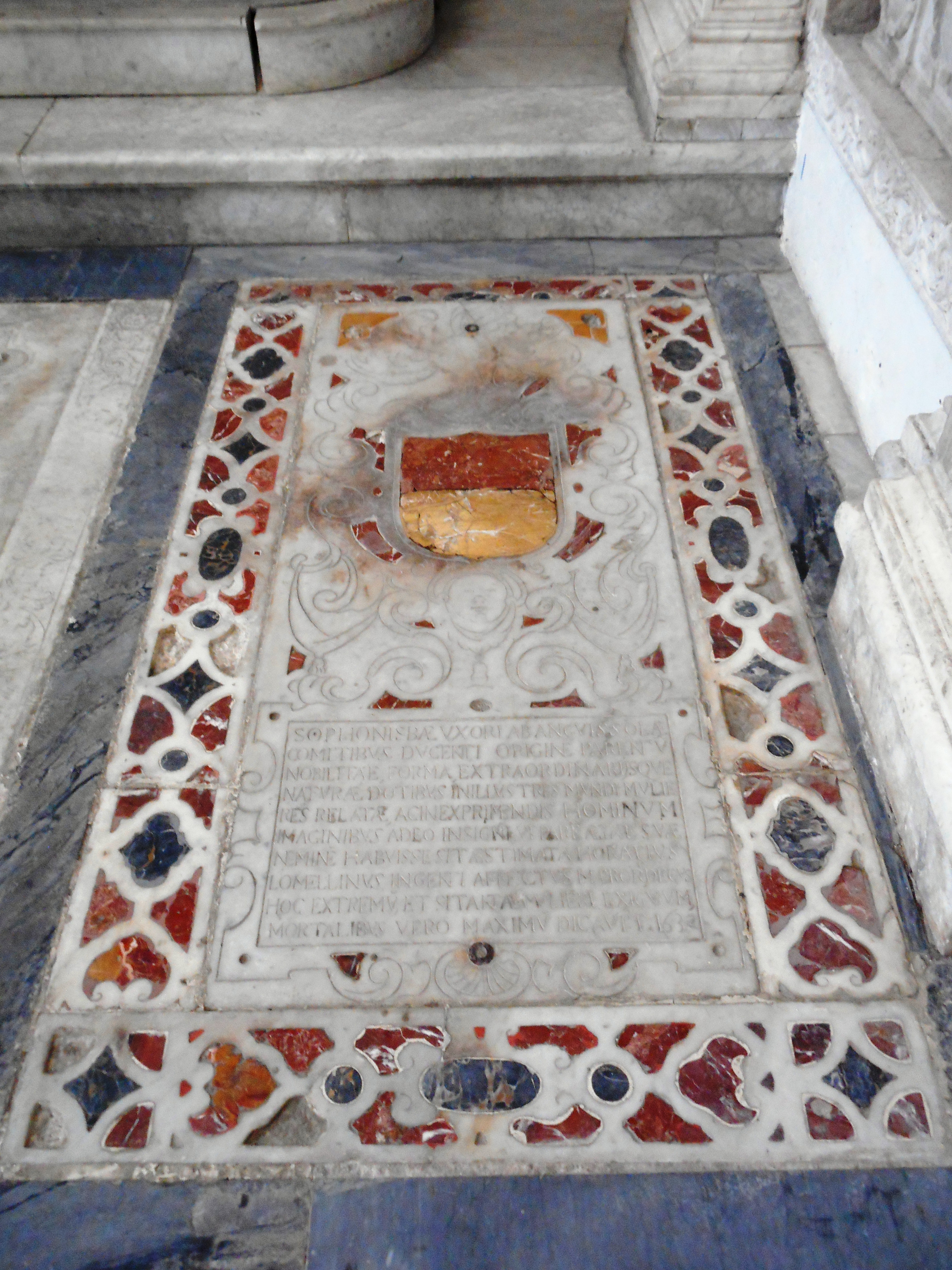
Grabstein von Sofonisba Anguissola in Palermo

### Bedeutung
Sofonisba Anguissola war zu ihrer Zeit vor allem als Porträtmalerin und als Malerin von Alltags- und Gruppenszenen bekannt, geriet jedoch nach ihrem Tod zu Unrecht bald in Vergessenheit. Da ihr ein Studium der Anatomie nicht möglich war und für Frauen die Arbeit mit großformatigen Leinwänden zur Bearbeitung biblischer oder mythologischer Themen ebenfalls als unstatthaft galt, erweiterte sie den damaligen Kunstbegriff in Bereiche der persönlichen Erfahrung. Dabei malte sie Kinder und Jugendliche psychologisch einfühlsam und nicht, wie dies häufig vorkam, als kleine Erwachsene und verwendete zu diesem Zweck meist sehr kleinformatige Bildträger.
Das bekannteste Bild ist Drei Schwestern beim Schachspiel von 1555, das als erste Darstellung einer Alltagsszene in der italienischen Malerei gilt. Es zeigt Lucia (links), Minerva (rechts) und Europa (in der Mitte), sowie am rechten Bildrand eine Gouvernante. Nach Ansicht einzelner Kunsthistoriker enthält es mit dem Lachen Europas zudem die erste Darstellung von Schadenfreude in der europäischen Kunst.
Neben der spanischen Königsfamilie malte sie auch viele italienische und spanische Adelige jener Zeit. Ihre Werke fanden Eingang in die Kunstsammlung des Vatikans. Papst Julius III. sowie Papst Pius IV. besaßen einige ihrer Gemälde. Auch der Biograph von Michelangelo, Raffael und Leonardo da Vinci, Giorgio Vasari, brachte ihren Arbeiten großes Interesse entgegen.
Darüber hinaus war Sofonisba Anguissola auch als Lehrmeisterin tätig. Als junge Frau unterrichtete sie ihre Schwestern, später in den Vierzigern weitere junge Künstlerinnen.

## Werke (Auswahl)
- um 1550 Selbstbildnis, Mailand, Museo Poldi Pezzoli
- um 1551 Die Schwester der Künstlerin in Nonnentracht, Southampton, City Art Gallery
- 1554 Selbstbildnis, Wien, Kunsthistorisches Museum
- 1555 Bildnis des Dominikanerpaters Ippolito Chizzola (?), Brescia, Pinacoteca Tosio Martinengo
- 1555 oder 1558 Drei Schwestern beim Schachspiel, Poznań, Muzeum Narodowe
- um 1555 Bildnis eines Dominikaners, Verbleib unbekannt, ehemals Collezione Calligaris in Terezo d’Aquileia
- um 1556 Selbstbildnis an einer Staffelei, Keir, Collection Stirling
- 1557 Bildnis der Bianca Ponzoni Anguissola, Berlin, SMPK, Gemäldegalerie
- 1558 Bildnis einer jungen Frau, Lwiw, Gemäldegalerie
- 1558 Selbstbildnis, Paris, Sammlung Frits Lugt
- 1559 Die Ruhe der Heiligen Familie auf der Flucht nach Ägypten, Bergamo, Accademia Carrara
- um 1559 Gruppenbildnis des Vaters Amilcare Anguissola, der Schwester Minerva und des Bruders Asdrubale, Niva, Nivaagaards Malerisamling
- um 1559 Der Maler Bernardino Campi porträtiert Sofonisba Anguissola, Siena, Pinacoteca Nazionale
- vor 1560 Bildnis eines Mädchens, Graz, Landesmuseum Joanneum, Alte Galerie
- 1561 Selbstbildnis am Spinett mit Amme, Althorp Park, Collection Earl of Spencer
- 1560 oder 1561 Selbstbildnis, Mailand, Pinacoteca di Brera
- um 1564 Bildnis der Minerva Anguissola, Milwaukee, Milwaukee Art Museum
- um 1564 Bildnis König Philipp II., Madrid, Museo del Prado
- 1565 Bildnis der Elisabeth von Valois, Madrid, Museo del Prado
- 1580 Die mystische Vermählung der heiligen Katharina, Verbleib unbekannt, ehemals Coll. Earl of Pembroke in London
- um 1580–1585 Doppelbildnis eines Jungen und Mädchens aus der Familie Attavanti,[5] Oberlin (Ohio), Allen Memorial Art Museum
- um 1585 Selbstbildnis, Niva, Nivaagaards Malerisamling
- 1588 Maria stillt das Kind (Madonna Lactans), Budapest, Szépművészeti Múzeum
- 1592 Die Heilige Familie mit der Heiligen Anna und dem Johannesknaben, Coral Gables (Florida), The Lowe Art Museum
- nach 1599 Bildnis der Infantin Isabella Clara Eugenia, Wien, Kunsthistorisches Museum (?)
- 1610 Selbstbildnis, Bern, Sammlung Gottfried Keller
- Selbstbildnis, Florenz, Galleria degli Uffizi
- Maria mit dem Kinde, Kopenhagen, Statens Museum for Kunst
- Bildnis eines Kindes, Kopenhagen, Thorvaldsens Museum
- Die Beweinung Christi (Pietà), Mailand, Pinacoteca di Brera
- Selbstbildnis am Spinett, Neapel, Museo Nazionale di Capodimonte
- Bildnis einer jungen Frau im Profil, St. Petersburg, Eremitage
- Bildnis von 3 ihrer Schwestern beim Schachspiel mit einer Dienerin (Die drei Schwestern). (Version des Bildes in Poznań), Turin, Museo Civico
- Doppelbildnis einer Frau mit ihrer Tochter, Washington, National Museum of Women in the Art

## Galerie

Porträt ihrer Schwester Elena Anguissola, 1551
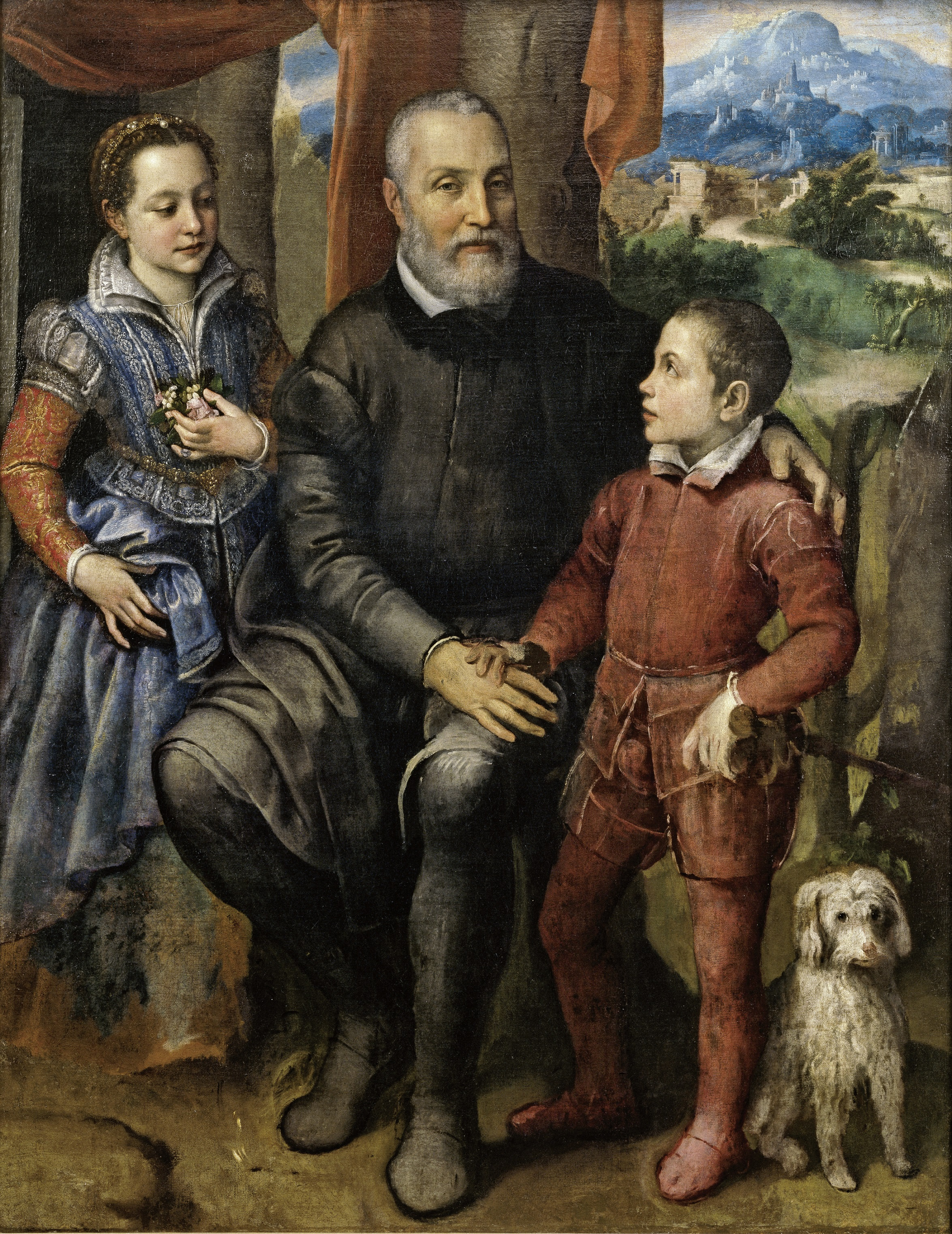
Der Vater der Künstlerin, Amilcare Anguissola, mit seinen Kindern Asdrubale und Minerva, um 1555/58
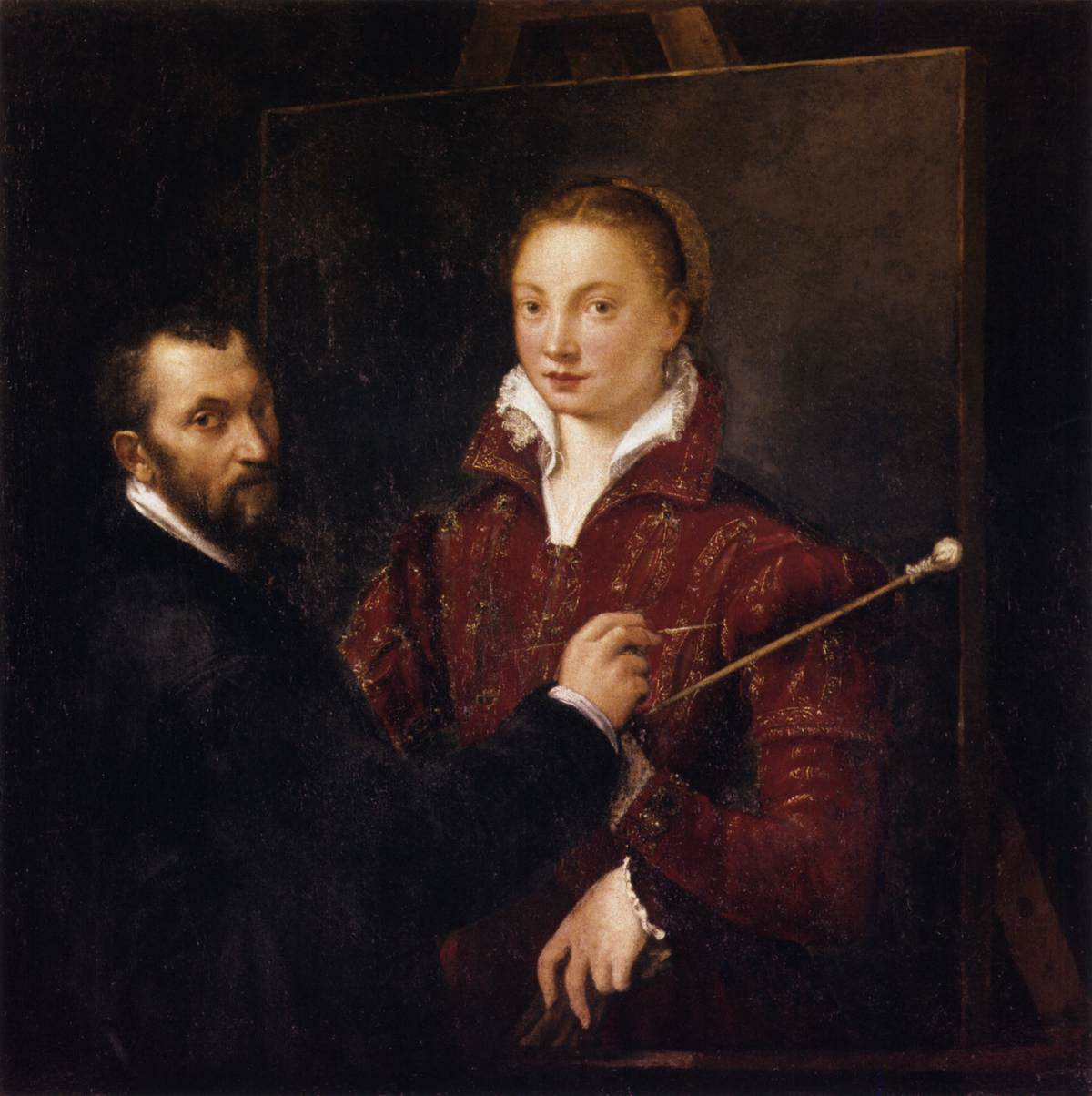
Sofonisba Anguissola: Bernardino Campi beim Malen von Sofonisba Anguissola, um 1559
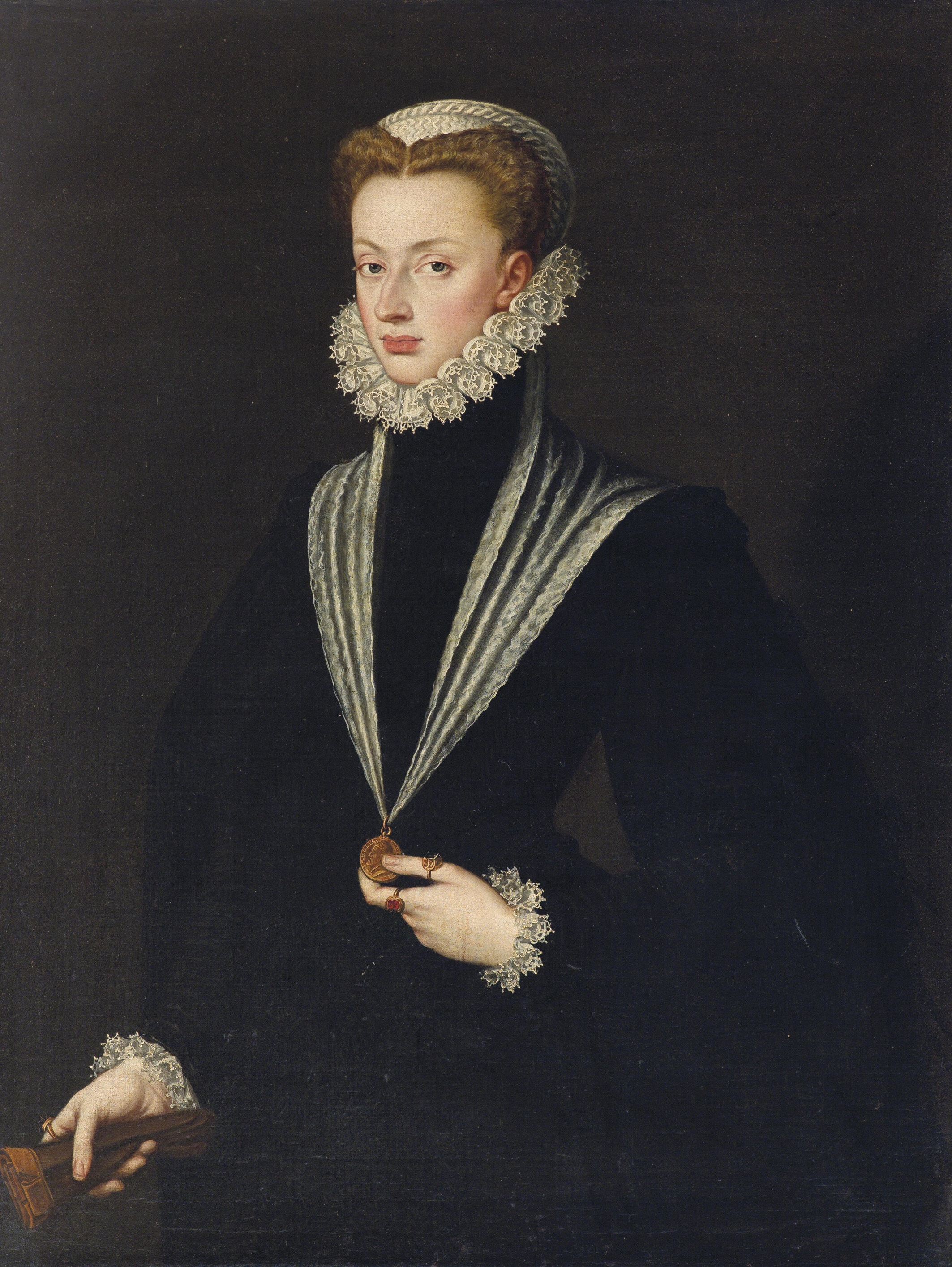
Bildnis der Johanna von Habsburg, um 1561
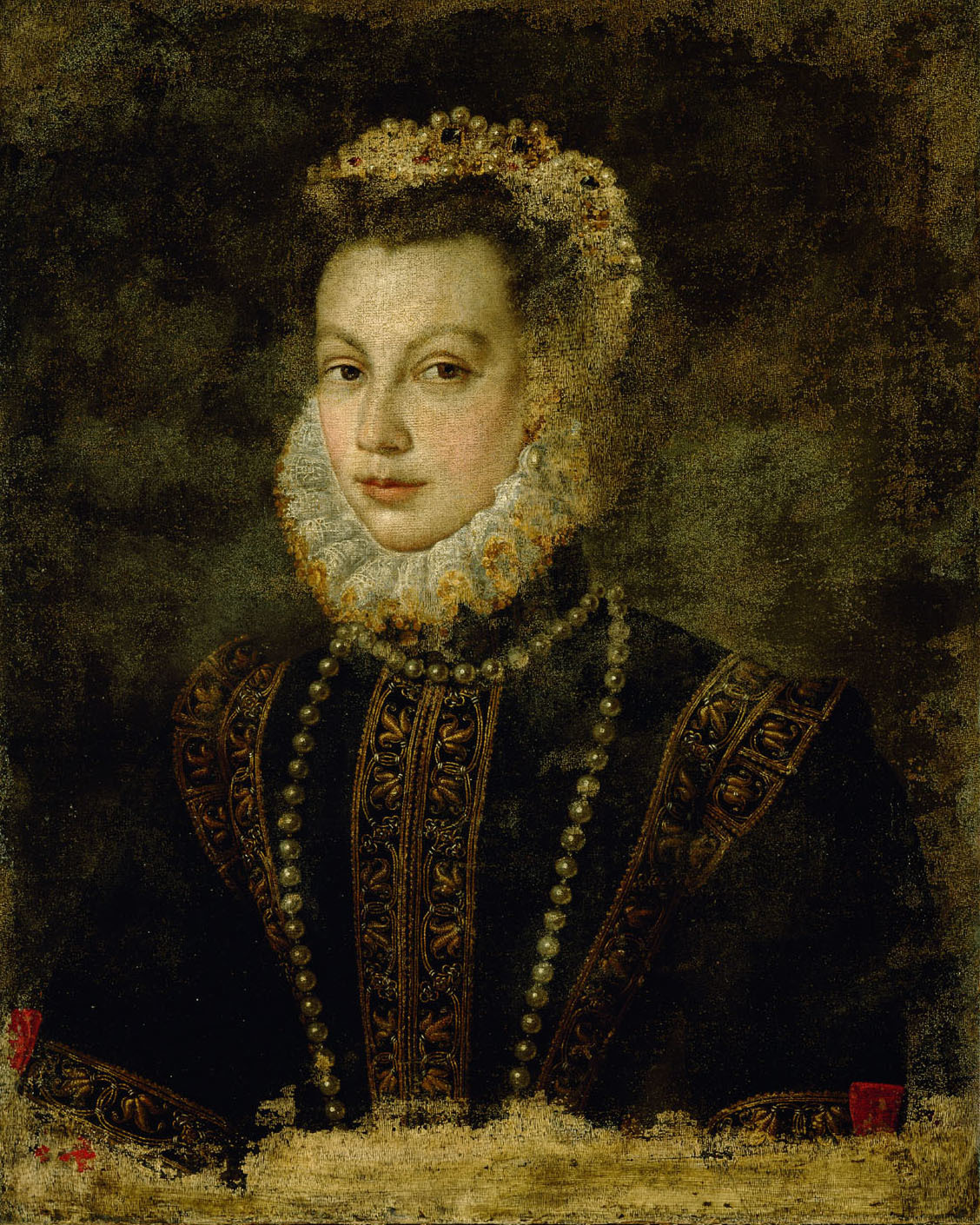
Bildnis von Elisabeth von Valois, um 1565
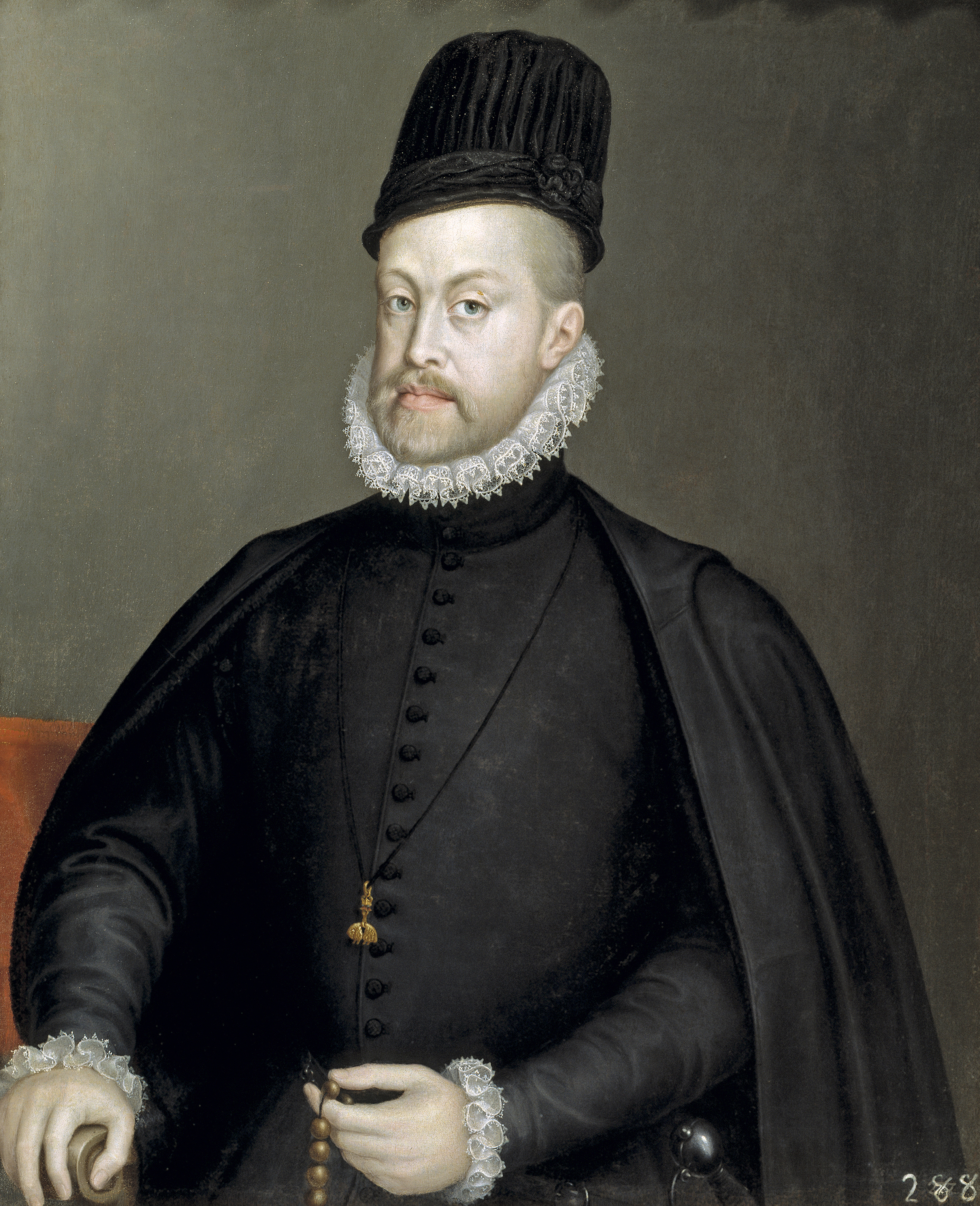
Philipp II., um 1570
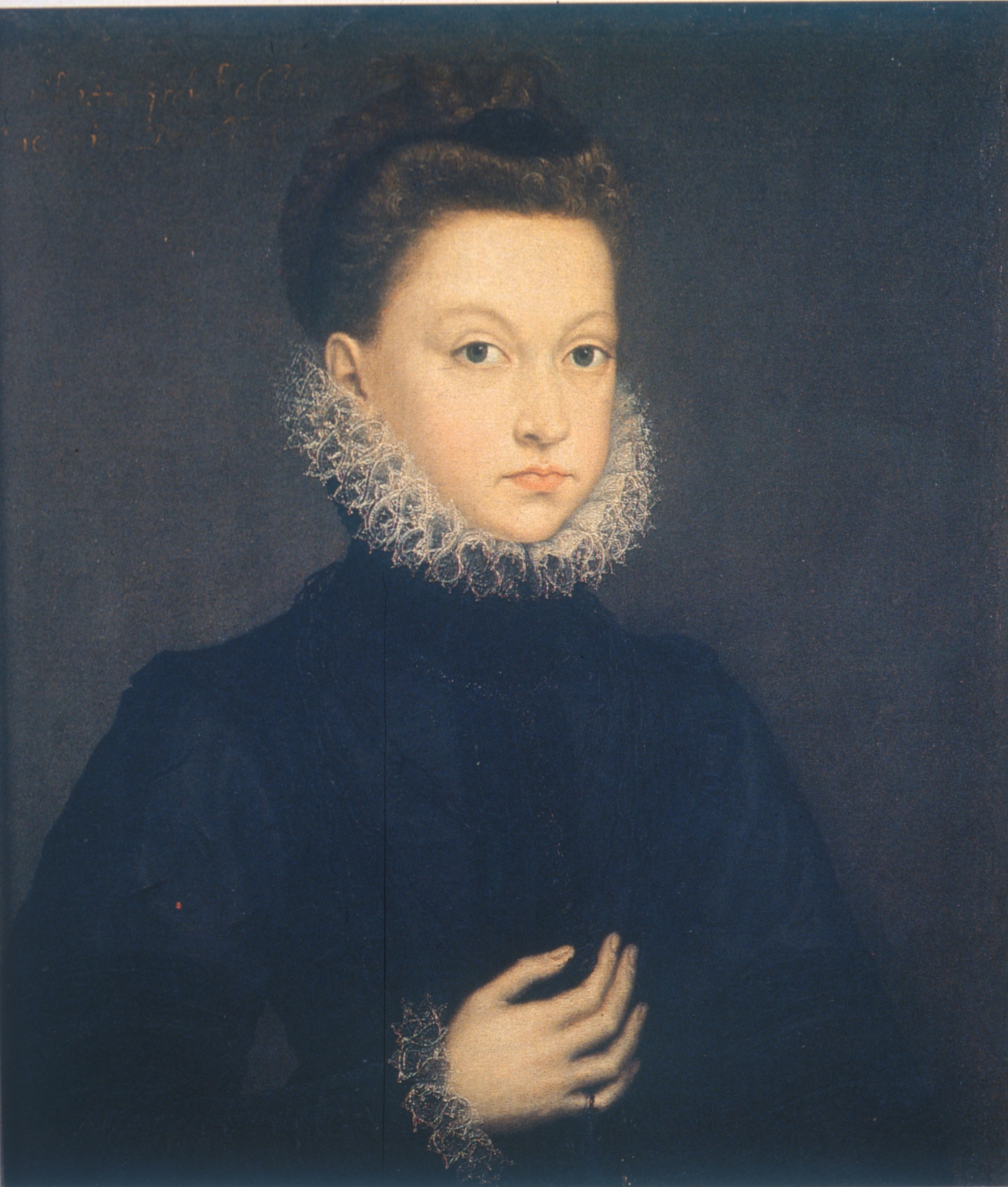
Infantin Isabella Clara Eugenia, 1573, Galleria Sabauda, Turin
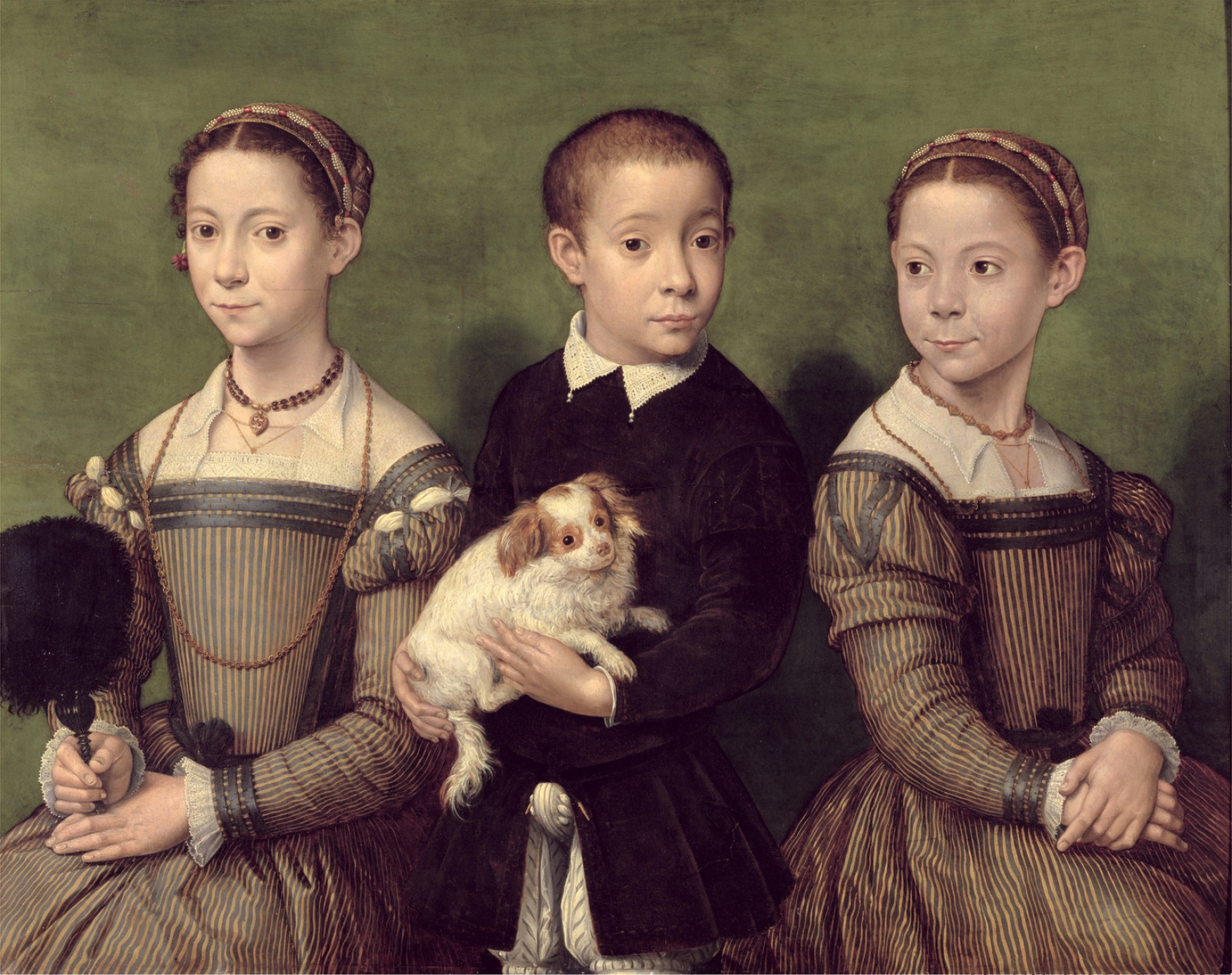
Drei Kinder mit Hund, um 1580
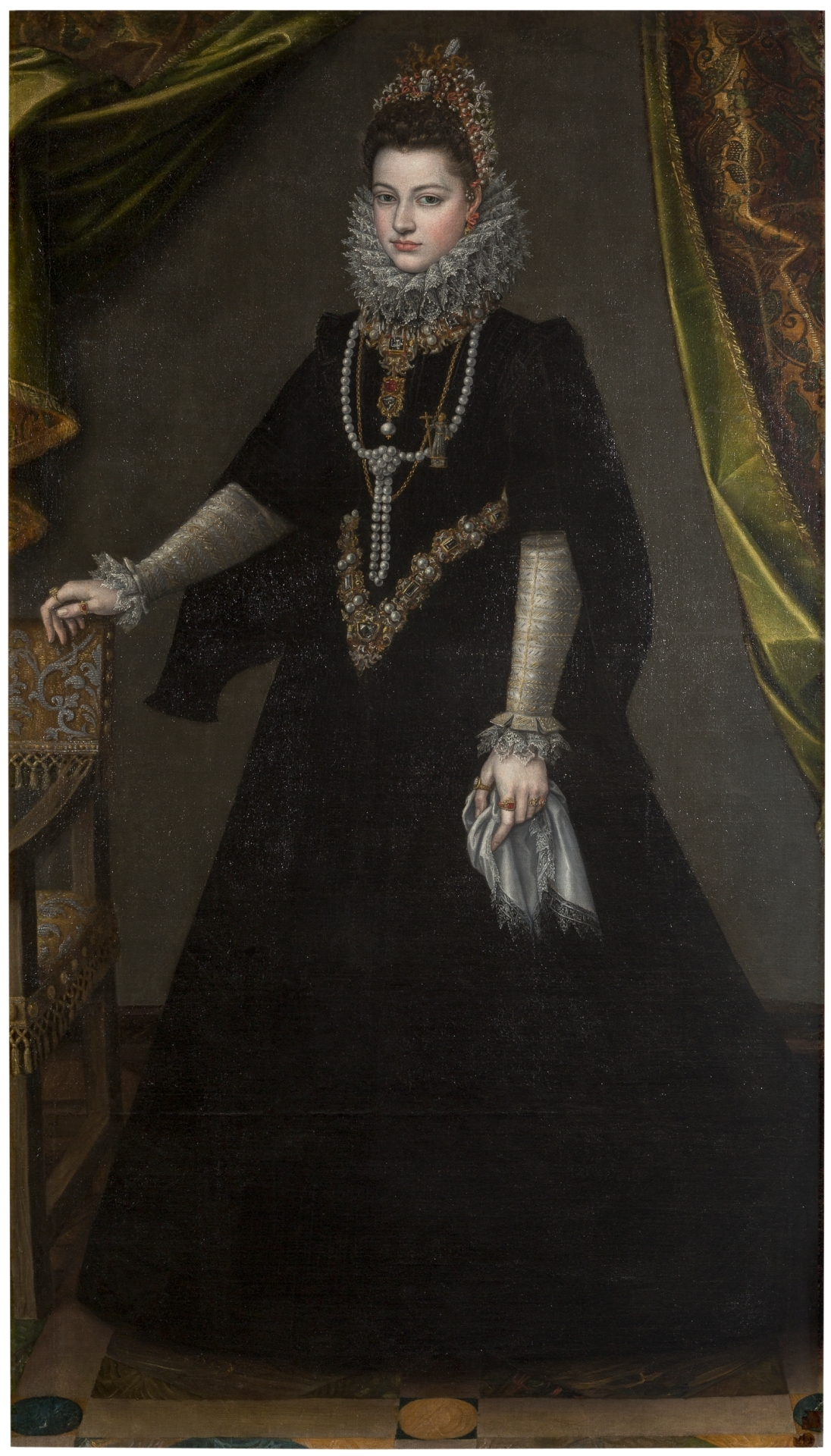
Bildnis der Infantin Isabella Clara Eugenia, 1599
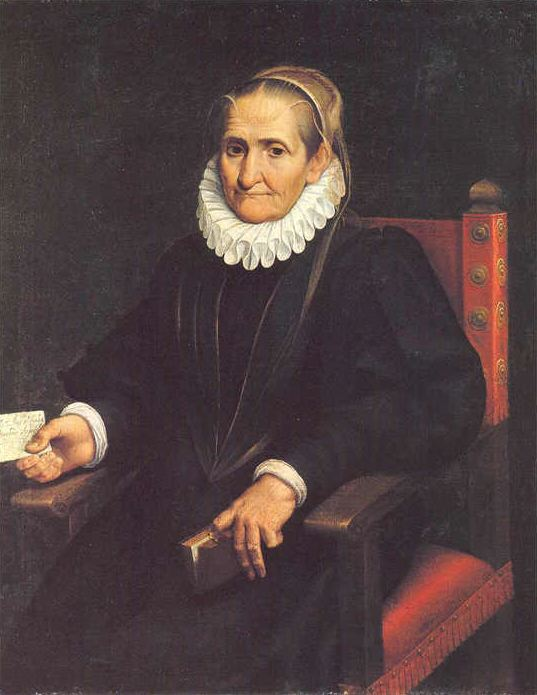
Selbstporträt, 1610